# さかい (焼肉屋)

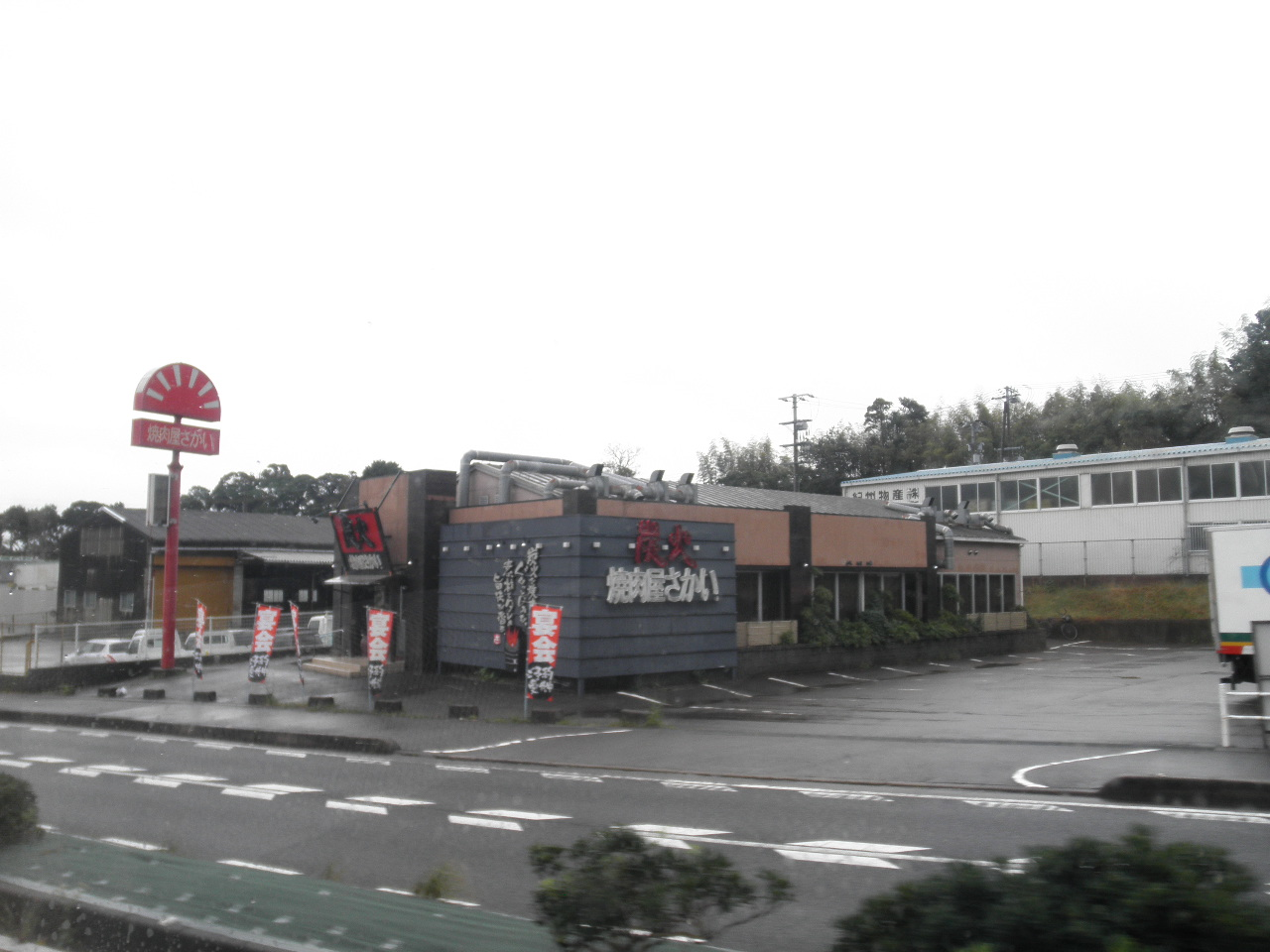
焼肉屋さかい新宮店

株式会社さかい（英: Sakai Co., Ltd.）はかつて愛知県名古屋市北区に本社を置き、東海地方を地盤に焼肉店「焼肉屋さかい」などを全国チェーン展開した企業。後に、株式会社ジー・テイスト（現在の焼肉坂井ホールディングス）が運営を引き継いでいる。
一時は急成長したが、BSE問題などで経営が悪化し、稲畑産業、米ゴールドマン等が出資するファンド傘下で再建を図った。

## 沿革
- 1980年（昭和55年）5月 - 資本金550万円で「岐阜王将」として設立[1]。
- 1983年（昭和58年）6月 - 商号を「中央食品株式会社」に変更し[1]、同時に本店を岐阜県各務原市蘇原中央町3丁目30番地に移転。
- 1990年（平成2年）2月 - 商号を「株式会社ジェイ・アートフーズ」に変更し[1]、同時に本店を岐阜県各務原市蘇原東島町4丁目56番地に移転。
- 1993年（平成5年）10月 - 「焼肉屋さかい」1号店を岐阜県岐阜市にオープン。
- 1994年（平成6年）6月 - FC1号店を岐阜県各務原市にオープン。フランチャイズ展開を開始。
- 1995年（平成7年）4月 - 新業態「炭焼さかい」1号店を岐阜県各務原市に開店。
- 1996年（平成8年）
  - 9月 - 東京都千代田区外神田に東京事務所を設置。
  - 10月 - 商号を「株式会社焼肉屋さかい」に変更し[1]、同時に本店を岐阜県各務原市蘇原東栄町2丁目103番地に移転。
- 1997年（平成9年）
  - 1月 - 岡崎インター店の開店により、直営・FC合計50店舗体制となる。
  - 5月 - 配送センターを岐阜県各務原市蘇原東栄町2丁目103番地に移転。
- 1999年（平成11年）
  - 5月 - 阿佐ヶ谷店を東京都杉並区に開店。これにより、直営・FC合計100店舗体制となる。
  - 11月 - 株式を店頭登録し[1]、資本金を851,000千円に増資する。
- 2000年（平成12年）
  - 3月 - 岐阜県各務原市蘇原中央町3丁目2番地3に本社3号館を設置。
  - 4月 - 大阪府池田市神田に大阪事務所を設置。
  - 5月 - 店舗数の増加・出店エリア拡大に対応するため、サードパーティ方式（アウトソーシング）による新物流体制に移行する。
  - 9月 - 東京事務所の機能を拡大し、東京本部に呼称変更。
  - 12月 - 「焼肉にっぱちさかい」1号店を岐阜県岐阜市にオープン。
- 2001年（平成13年）
  - 3月 - 西日本エリアを担当する物流拠点を大阪府泉大津市に設置。
  - 5月 - 大阪事務所を大阪府豊中市に移転し、大阪本部に呼称変更。
  - 7月 - 福岡県福岡市博多区に九州営業所を設置。
- 2002年（平成14年）
  - 2月 - 「鮮魚料理まるさ水産」1号店を愛知県丹羽郡大口町にオープン。
  - 5月 - ｢株式会社まるさ水産｣を岐阜県各務原市に設立。
  - 11月 - 新業態「とりバックス」1号店を静岡県田方郡函南町に開店。東京都千代田区外神田6丁目14番7号に新東京本部ビルを竣工。
- 2004年（平成16年）
  - 4月 - 本社を東京都千代田区外神田に移転。
  - 7月 - 「ポテッち」1号店を愛知県安城市にオープン。
  - 12月 - 「元町珈琲」1号店を岐阜県岐阜市北一色にオープン。
- 2005年（平成17年）7月 - ｢株式会社まるさ水産｣を吸収合併。
- 2006年（平成18年）7月27日 - 新株予約権の行使により、有限会社グランドディッシュの子会社（72.72%）となる。
  - 有限会社グランドディッシュは、稲畑産業株式会社45%、ゴールドマンサックスグループの有限会社ジュピターインベストメント40%、株式会社モックグループのモック・ファイナンシャル・パートナーズ株式会社15%の出資で、2006年2月6日に設立された会社。
- 2007年（平成19年）
  - 5月31日 - 株式公開買付けにより、株式会社ジー・コミュニケーションの子会社（51.46%）となる。
  - 9月12日 - 本社を愛知県名古屋市北区黒川本通に移転。
- 2008年（平成20年）10月1日 - 牛丼屋さかい1号店を名古屋市北区にオープン。牛肉事業に特化するため、元町珈琲とまるさ水産の事業をジー・コミュニケーショングループの関連会社に事業譲渡。
- 2009年（平成21年）
  - 4月 - 「大阪カルビ」事業開始。
  - 8月1日 - 株式会社さかいに社名変更。
- 2010年（平成22年）3月31日  -　牛丼屋さかいが全店閉店。
- 2013年（平成25年）
  - 7月29日 - 上場廃止。
  - 8月1日 - 株式会社ジー・テイスト・株式会社ジー・ネットワークスとともに、直営飲食店舗運営事業を共同新設分割で設立した株式会社クック・オペレーションに承継。同時に株式会社ジー・テイストに吸収合併。
- 2021年（令和3年）7月1日 - ジー・テイストが焼肉坂井ホールディングスに社名変更。

## 店舗

### 現在の運営店舗
- 焼肉屋さかい - 個室風焼肉店
- 炭火焼肉屋さかい - 七輪を使った焼肉店
- ビュッフェオリーブ - イタリアン・オーダーバイキング
- とりバックス - 焼き鳥などの鳥料理店
- ポテッち - フライドポテト専門店
- 肉匠坂井 - 国産牛焼肉食べ放題の焼肉店

### かつての運営店舗
- 元町珈琲 - コーヒー店。全8店舗を株式会社スイートスタイルに譲渡。
- 鮮魚料理まるさ水産 - 鮮魚中心の和食店。東海地区5店舗を株式会社ジー・フードに、関東地区1店舗を株式会社グローバルアクト（現在のジー・テイスト）に譲渡。
- 牛丼屋さかい - 牛丼店
- 大阪カルビ - 焼肉屋さかいのメニューから選抜された低価格焼肉店